# Joker, Poker

Joker, Poker est une chanson française écrite, composée et interprétée par William Sheller sur l'album Dans un vieux rock'n'roll, sorti en 1976.
Cette chanson parle d'une relation amoureuse ambiguë entre deux personnes basée sur les bluffs et autres mensonges douteux des joueurs de poker.
Il s'agit de la face B du single extrait de l'album (Dans un vieux rock'n'roll est en face A), mais la face B devait être Saint-Exupéry Airway, qui devait faire partie de l'album, mais retiré sur plainte des héritiers de l'écrivain.